# Lone Star (film, 1996)
Pour les articles homonymes, voir Lone Star.
Pour plus de détails, voir Fiche technique et Distribution.
Lone Star, ou Étoile maudite au Québec, est un film policier américain réalisé par John Sayles, sorti en 1996. L'étoile unique du titre renvoie à la fois à celle du Lone Star Flag (le drapeau du Texas) et à l'étoile que portent les shérifs aux États-Unis : le film évoque une partie de l'histoire récente du Texas, et plusieurs shérifs sont au centre du récit.

## Synopsis
Dans une petite ville texane proche de la frontière avec le Mexique, on retrouve l'étoile et les ossements du shérif Charlie Wade (Kris Kristofferson) mystérieusement disparu plus de 30 ans plus tôt. Il a été assassiné par balles. C'est l'occasion pour le shérif Sam Deeds (Chris Cooper) de se replonger dans le passé de la ville, et le sien : son père Buddy Deeds (Matthew McConaughey) était proche de Charlie Wade.
À cette trame sont liées diverses intrigues secondaires, impliquant par exemple le nouveau commandant noir de la base militaire (Joe Morton) et son fils. L'ensemble dessine une histoire des relations entre les différentes communautés de la ville et de leur rapport à la frontière si proche.

## Fiche technique
- Titre original : Lone Star
- Réalisation et montage : John Sayles
- Scénario : John Sayles
- Production : R. Paul Miller et Maggie Renzi
- Musique : Mason Daring
- Photographie : Stuart Dryburgh
- Distribution : Columbia TriStar
- Durée : 135 minutes
- Budget estimé : 5 millions de $[1]
- Dates de sortie :
  - États-Unis : 21 juin 1996
  - France : 18 septembre 1996

## Distribution
- Chris Cooper (VF : Patrice Baudrier) : le shérif Sam Deeds
- Kris Kristofferson (VF : Patrice Melennec) : le shérif Charlie Wade
- Elizabeth Peña (VF : Marie Vincent) : Pilar Cruz
- Stephen Mendillo : le sergent Cliff
- Matthew McConaughey (VF : Gabriel Le Doze) : Buddy Deeds
- Joe Morton (VF : Thierry Desroses) : le colonel Delmore Payne
- Ron Canada (VF : Gary Euston) : Otis Payne, son père
- Chandra Wilson : Athena
- LaTanya Richardson Jackson : le sergent Priscilla Worth
- Jesse Borrego (VF : Franck Capillery) : Danny
- Gonzalo Castillo (VF : Laurent Morteau) : Amado
- Eleese Lester : Molly
- Oni Faida Lampley (VF : Véronique Augereau) : Celie
- Tony Plana : Ray
- Carina Martinez (VF : Julie Turin) : Paloma
- Richard Andrew Jones (VF : Michel Bardinet) : Ben Wetzel
- Frances McDormand (VF : Michèle Buzynski) : Bunny
- Míriam Colón (VF : Tamila Mesbah) : Mercedes Cruz, la mère de Pilar
- Richard Coca (VF : Patrick Mancini) : Enrique
- Clifton James (VF : Gérard Boucaron) : Hollis Pogue, maire
- Tony Frank : Fenton
- Leo Burmester (VF : René Bériard) : Cody
- Tony Amendola : Chucho Montoya

 Source et légende : version française (VF) sur RS Doublage et Voxofilm

## Distinctions
Lone Star a été abondamment nommé dans les festivals, surtout au titre du scénario.
Il a notamment été nommé pour le Satellite Award du meilleur film - Drame 1997, pour le Golden Globe du meilleur scénario 1997 et pour l'Oscar du meilleur scénario original 1997.
Il a notamment reçu le Grand Prix 1998 de l'Union de la critique de cinéma, le Satellite Award du meilleur scénario original 1996 et le Film Independent's Spirit Awards 1997 du meilleur second rôle féminin (Elizabeth Peña).